# Aurejärvi
Aurejärvi är en sjö i Finland. Den ligger i kommunen Parkano i landskapet Birkaland, i den sydvästra delen av landet, 220 km norr om huvudstaden Helsingfors. Aurejärvi ligger 155 meter över havet. Den är 39 meter djup. Arean är 21,17 kvadratkilometer och strandlinjen är 106,33 kilometer lång. Sjön  ingår i Kumo älvs huvudavrinningsområde.   I omgivningarna runt Aurejärvi växer i huvudsak barrskog. Den sträcker sig 14,1 kilometer i nord-sydlig riktning, och 4,2 kilometer i öst-västlig riktning.
I övrigt finns följande i Aurejärvi:
- Puikkarisaari (en ö)
- Kalliosaaret (en ö)
- Majasaari (en ö)
- Lehtisaari (en ö)
- Ruuhisaari (en ö)
- Korkeasaari (en ö)
- Hirsisaari (en ö)
- Piikkikari (en ö)
- Vähä-Tirakka (en ö)
- Riihisaari (en ö)
- Iso-Tirakka (en ö)
- Ahvensaari (en ö)
- Jouhikkasaaret (en ö)
- Vähä Selkäsaari (en ö)
- Oravaluoto (en ö)
- Iso Selkäsaari (en ö)
- Pääskyssaari (en ö)
- Peurasaari (en ö)
- Uimakivi (en ö)
- Jänissaari (en ö)
- Syväsaari (en ö)
- Susisaaret (en ö)
- Korpisaari (en ö)
- Pöykänsaari (en ö)
- Likosaari (en ö)
- Tytönsaaret (en ö)
- Pikku-Siikamo (en ö)
- Siikamo (en ö)
- Multasaari (en ö)
- Kartiskasaari (en ö)
- Mongansaaret (en ö)
- Kukkulasaari (en ö)
- Kiimasaari (en ö)
- Kiisonsaari (en ö)
- Kiisonkari (en ö)
- Paskokari (en ö)